# Aves de Chile (álbum)
Aves de Chile es el primer álbum de la banda penquista Niño Cohete. Fue grabado en una cabaña a orillas del Lago Lanalhue (Región del Bío-Bío, Chile) y contó con la producción del cantautor Fernando Milagros. Fue lanzado en septiembre del 2013 y ha llevado a la banda a ser una de las revelaciones de la música chilena de los últimos años. El contenido del disco cuenta con fotos de diversas Aves de Chile hechas por el ilustrador de aves, Jorge Ruiz Troemel.

## Promoción
Para la promoción del disco se hicieron 4 videoclips, lanzados entre 2013 y 2015. También se hizo un cortometraje llamado Monstruo, llevado a cabo por la productora La Tostadora y con el apoyo de Red Bull. Durante un tiempo estuvo disponible, en la página web de la banda, un juego en 8bit titulado Monstruo, en el que se debía usar a un pequeño monstruo para escapar del bosque y de la ciudad. El 2015 se publicó un segundo juego, Cazando Lagartijas, en el que se debe seguir una secuencia de botones, los que de a poco dan vida a unos fantasmas que agregan instrumentos a la canción de fondo. Ambos trabajos estuvieron bajo la dirección de Matias Pereira, guitarrista de la banda.

## Lista de canciones
| Aves de Chile |                       |          |  |
| N.º           | Título                | Duración |  |
| 1.            | «El Bosque»           | 4:00     |  |
| 2.            | «Cazando Lagartijas»  | 4:17     |  |
| 3.            | «La Muerte»           | 3:47     |  |
| 4.            | «Puerto Tranquilo»    | 3:46     |  |
| 5.            | «Osos y Cazadores»    | 3:48     |  |
| 6.            | «Lanalhue»            | 2:27     |  |
| 7.            | «La Fábula»           | 4:34     |  |
| 8.            | «Monstruo»            | 4:30     |  |
| 9.            | «El Escondite»        | 3:21     |  |
| 10.           | «Sigamos los Caminos» | 3:18     |  |
| 11.           | «En las Trincheras»   | 4:20     |  |
| 12.           | «Rengo»               | 3:30     |  |